# MODX
MODX (укр. «мо́декс») — вільна система керування вмістом з відкритим початковим кодом. Розповсюджується за ліцензією GNU GPL. Написана мовою програмування PHP, використовує для збереження даних СКБД MySQL.

## Історія
В 2004 році розробники Реймонд Ірвінг (англ. Raymond Irving) та Райан Траш (англ. Rayan Thrash) розпочали роботу над проєктом MODX CMS. Проєкт був розпочато як модуль для CMS Etomite.
23 березня 2010 року — вийшла перша версія MODx Revolution.
В жовтні 2012 року розробники запустили хмарний хостинг для сайтів на MODX CMS — MODx Cloud
MODX розробляють у двох варіантах:
- Revolution (Ірвінг & Райан)
- Evolution (волонтери комьюніті MODX)[2][3]

## Вмонтовані засоби
- Система реєстрації користувачів
- Вмонтований пошук на AJAX
- Система генерації меню сайту
- Система публікації коментарів (з модерацією та підпискою)
- Генерація каталогів, блогів, новин тощо
- Короткі («людські») URL

## Переваги
- Легка масштабованість, можливість створювати власний програмний код в сніпетах, модулях та плагінах, а також підключати TV-параметри для створення додаткових полів
- Підтримка модульної розробки: плагіни, шаблони, чанки, сніпети
- Повна підтримка специфікації XHTML 1.1 strict
- WYSIWYG-редактор
- Підтримка Веб 2.0, AJAX, Mootools, Prototype

## Недоліки
- Досить повільна робота з великими проєктами[джерело?].
- Неповний переклад всіх сніпетів українською мовою.
- Можлива некоректна робота з текстом та пошуком по сайту, якщо використовується кодування не UTF-8, а інше, наприклад Windows-1251.
- Недостатньо опрацьована система кешування.
- Адмін-панель використовує бібліотеку ExtJS що негативно впливає на швидкість роботи.